# Vooruitbetaling
Vooruitbetaling is het verschuldigde (geld) overhandigen of overboeken voordat de tegenpartij zijn verbintenis is nagekomen. We spreken van vooruitbetaling tot op het moment waarop de koper de feitelijke macht krijgt. Bij pakketjes die onder rembours worden aangeboden is er mogelijk ook nog sprake van vooruitbetaling omdat de koper niet de gelegenheid krijgt om de inhoud van het pakket te keuren.
Wanneer er slechts een gedeelte vooruit moet worden betaald spreken we ook wel van een aanbetaling. Volgens het Nederlands Burgerlijk Wetboek mag een leverancier van een consument verlangen dat deze maximaal de helft aanbetaalt, tenzij hierover individuele afspraken zijn gemaakt.